# Landtagswahl in Sachsen 1999
- PDS: 30
- SPD: 14
- CDU: 76

- Regierung: 76
- Opposition: 44

Die Landtagswahl in Sachsen 1999 war die dritte Wahl zum Sächsischen Landtag und fand am 19. September 1999 statt.
Nach dem amtlichen Endergebnis verteidigte die CDU unter Ministerpräsident Kurt Biedenkopf ihre absolute Mehrheit deutlich und erreichte 56,9 Prozent der Stimmen. Erneut holte sie alle 60 Direktmandate. Die PDS wurde bei Stimmengewinnen von mehr als fünf Prozentpunkten erstmals zweitstärkste Partei in Sachsen und doppelt so stark wie die SPD, die ihr bis dahin schlechtestes Ergebnis einfuhr und bei starken Stimmverlusten nur noch 10,7 Prozent erreichte. Die Grünen scheiterten erneut am Einzug in den Landtag und hatten ebenfalls Stimmenverluste zu verzeichnen, blieben aber stärkste nicht im Landtag vertretene Partei. Die Partei Pro Deutsche Mitte – Initiative Pro D-Mark, die erstmals antrat, erzielte aus dem Stand ein Ergebnis von 2,1 Prozent und ließ damit REP, NPD und FDP hinter sich.
Als Ergebnis der Wahl wurde die CDU-Alleinregierung im Kabinett Biedenkopf III fortgesetzt.
Die Wahlbeteiligung lag bei 61,1 % und stieg damit im Vergleich zu 1994 um 2,7 Prozentpunkte.

## Ergebnis
| Listen                                                                                         | Listen            | Erststimmen | Erststimmen | Erststimmen | Erststimmen | Zweitstimmen | Zweitstimmen | Zweitstimmen | Zweitstimmen | Mandate | Mandate |
| Listen                                                                                         | Listen            | Stimmen     | %           | +/-         | Mandate     | Stimmen      | %            | +/-          | Mandate      | Anzahl  | +/-     |
| ---------------------------------------------------------------------------------------------- | ----------------- | ----------- | ----------- | ----------- | ----------- | ------------ | ------------ | ------------ | ------------ | ------- | ------- |
|                                                                                                | CDU               | 1.147.041   | 53,6        | +3,2        | 60          | 1.231.254    | 56,9         | –1,2         | 16           | 76      | –1      |
|                                                                                                | PDS               | 524.177     | 24,5        | +10,2       | –           | 480.317      | 22,2         | +5,7         | 30           | 30      | +9      |
|                                                                                                | SPD               | 303.892     | 14,2        | –8,3        | –           | 232.311      | 10,7         | –5,9         | 14           | 14      | –8      |
|                                                                                                | GRÜNE             | 36.533      | 1,7         | –5,0        | –           | 55.609       | 2,6          | –1,6         | –            | –       | –       |
|                                                                                                | Pro DM            | –           | –           | N/A         | –           | 46.469       | 2,1          | N/A          | –            | –       | –       |
|                                                                                                | REP               | 24.068      | 1,1         | +0,8        | –           | 32.793       | 1,5          | +0,3         | –            | –       | –       |
|                                                                                                | NPD               | 19.441      | 0,9         | N/A         | –           | 29.593       | 1,4          | N/A          | –            | –       | –       |
|                                                                                                | FDP               | 51.756      | 2,4         | –1,3        | –           | 23.369       | 1,1          | –0,7         | –            | –       | –       |
|                                                                                                | DSU               | 18.860      | 0,9         | –0,1        | –           | 9.204        | 0,4          | –0,2         | –            | –       | –       |
|                                                                                                | PBC               | –           | –           | N/A         | –           | 6.935        | 0,3          | N/A          | –            | –       | –       |
|                                                                                                | Graue             | 1.500       | 0,1         | N/A         | –           | 6.876        | 0,3          | N/A          | –            | –       | –       |
|                                                                                                | Forum             | 922         | 0,0         | –0,2        | –           | 4.100        | 0,2          | –0,5         | –            | –       | –       |
|                                                                                                | BüSo              | 502         | 0,0         | N/A         | –           | 2.440        | 0,1          | N/A          | –            | –       | –       |
|                                                                                                | KPD               | –           | –           | N/A         | –           | 1.814        | 0,1          | N/A          | –            | –       | –       |
|                                                                                                | FP Deutschlands   | 641         | 0,0         | N/A         | –           | 988          | 0,0          | N/A          | –            | –       | –       |
|                                                                                                | 4 Einzelbewerber  | 10.981      | 0,5         | +0,4        | –           | –            | –            | –            | –            | –       | –       |
| Gesamt                                                                                         | Gesamt            | 2.140.314   | 100         |             | 60          | 2.164.072    | 100          |              | 60           | 120     | –       |
|                                                                                                |                   |             |             |             |             |              |              |              |              |         |         |
| Ungültige Stimmen                                                                              | Ungültige Stimmen | 55.968      | 2,5         | –1,3        |             | 32.210       | 1,5          | –±0,0        |              |         |         |
| Wähler                                                                                         | Wähler            | 2.196.282   | 61,1        | +2,8        |             | 2.196.282    | 61,1         | +2,8         |              |         |         |
| Wahlberechtigte                                                                                | Wahlberechtigte   | 3.592.456   |             |             |             | 3.592.456    |              |              |              |         |         |
|                                                                                                |                   |             |             |             |             |              |              |              |              |         |         |
| Quellen: Statistisches Landesamt des Freistaates Sachsen, Erststimmen - Zweitstimmen - Mandate |                   |             |             |             |             |              |              |              |              |         |         |

Die konstituierende Sitzung des 3. Sächsischen Landtages fand am 13. Oktober 1999 statt.